# Pythia savaiensis
Pythia savaiensis is een slakkensoort uit de familie van de Ellobiidae. De wetenschappelijke naam van de soort is voor het eerst geldig gepubliceerd in 1869 door Mousson.